# Erythrochiton nigrosignatus
Erythrochiton nigrosignatus är en skalbaggsart som beskrevs av Dmytro Zajciw 1957. Erythrochiton nigrosignatus ingår i släktet Erythrochiton och familjen långhorningar. Inga underarter finns listade i Catalogue of Life.